# La Rosière (Montvalezan)
Pour les articles homonymes, voir La Rosière.
La Rosière - Espace San Bernardo est une station de sports d'hiver de la Tarentaise, située sur le territoire communal de Montvalezan, dans le département de la Savoie en région Auvergne-Rhône-Alpes. À 1 850 m, elle est construite sur un site en balcon, exposée plein sud et offrant un panorama sur la vallée. Le domaine skiable est relié au grand domaine franco-italien de l'espace San Bernardo.

## Géographie

### Localisation
La Rosière- Espace San Bernardo se situe dans la vallée de la Tarentaise au pied du col du Petit-Saint-Bernard, dans le département de la Savoie. Son altitude varie de 1 850 à 2 800 m, la station-village est située pour sa part à 1 850 m, son point culminant est le mont Valaisan, situé à 2 891 m.
Son exposition sud et sa proximité avec le col du Petit Saint Bernard lui offre un rapport ensoleillement-enneigement exceptionnel, permettant le ski au printemps.

### Accès à la station

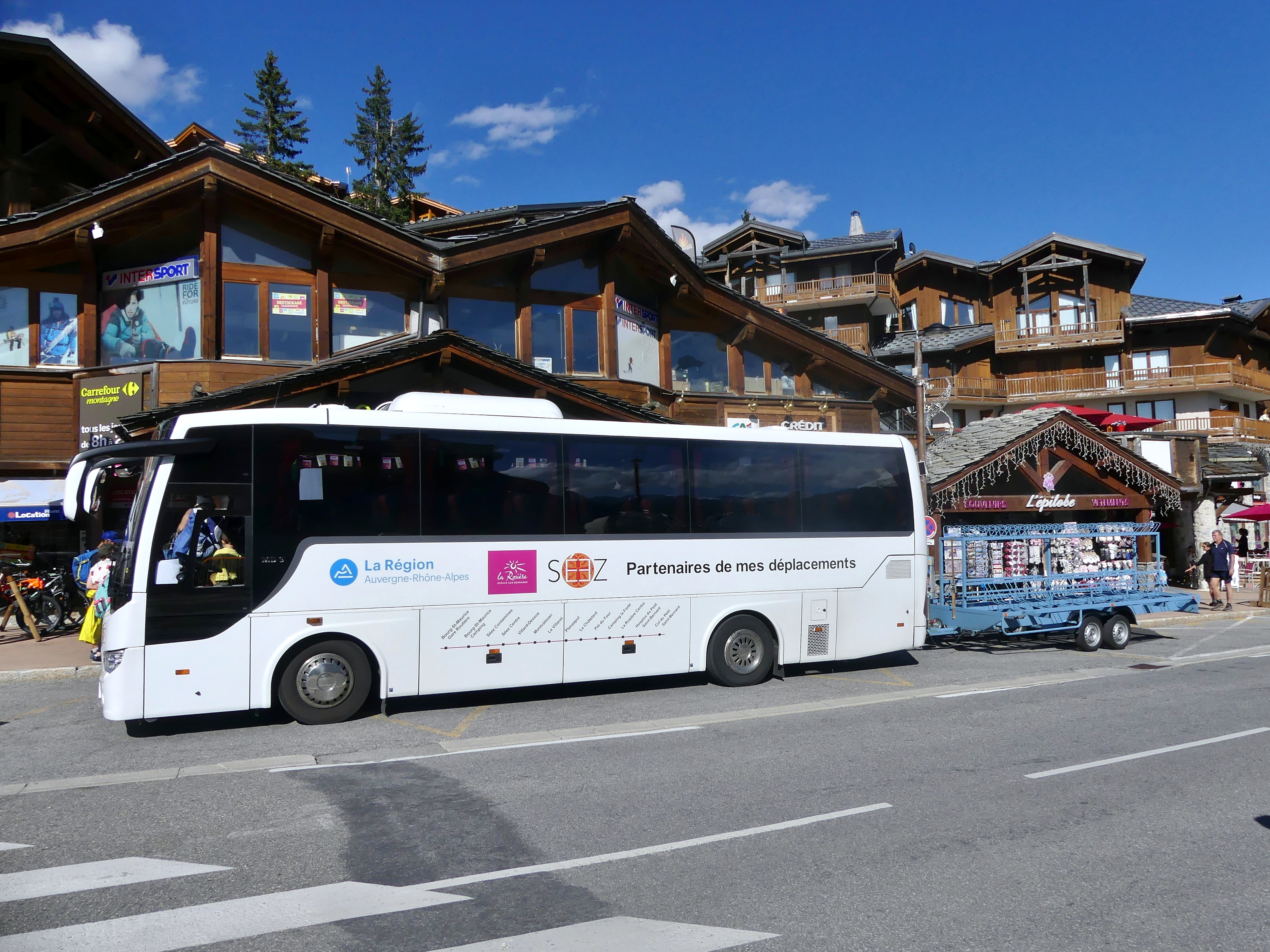
Navette estivale arrivée à La Rosière depuis la gare de Bourg-Saint-Maurice.

Par train : gare de Bourg-Saint-Maurice terminus à partir de Lyon via Chambéry, Albertville et Moûtiers.
Plusieurs TGV y arrivent en saison qui desservent également les stations de montagne, entre autres Les Arcs, Tignes et Val d’Isère.
Par route : la route nationale 90 de la Tarentaise jusqu'à Bourg-Saint-Maurice, puis la RD 1090 qui monte en lacets à partir de Séez vers le col du Petit-Saint-Bernard. À noter que cette route est fermée l'hiver à partir de La Rosière. L'été par la route du col au départ de Courmayeur et le tunnel du Mont Blanc ou du val d'Aoste.

## Histoire
L'ancien hameau de chalets d'alpage est équipé d'une remontée mécanique, le téléski La Poletta, le 23 décembre 1960.
La station est reliée l'hiver, depuis 1984, avec la commune valdôtaine de La Thuile pour former le domaine skiable international de l'espace San Bernardo.
En janvier 2022, Gaspard Ulliel y perd la vie. Il est victime d'un traumatisme crânien après une collision sans casque avec un autre skieur à la jonction de deux pistes,.

## La station

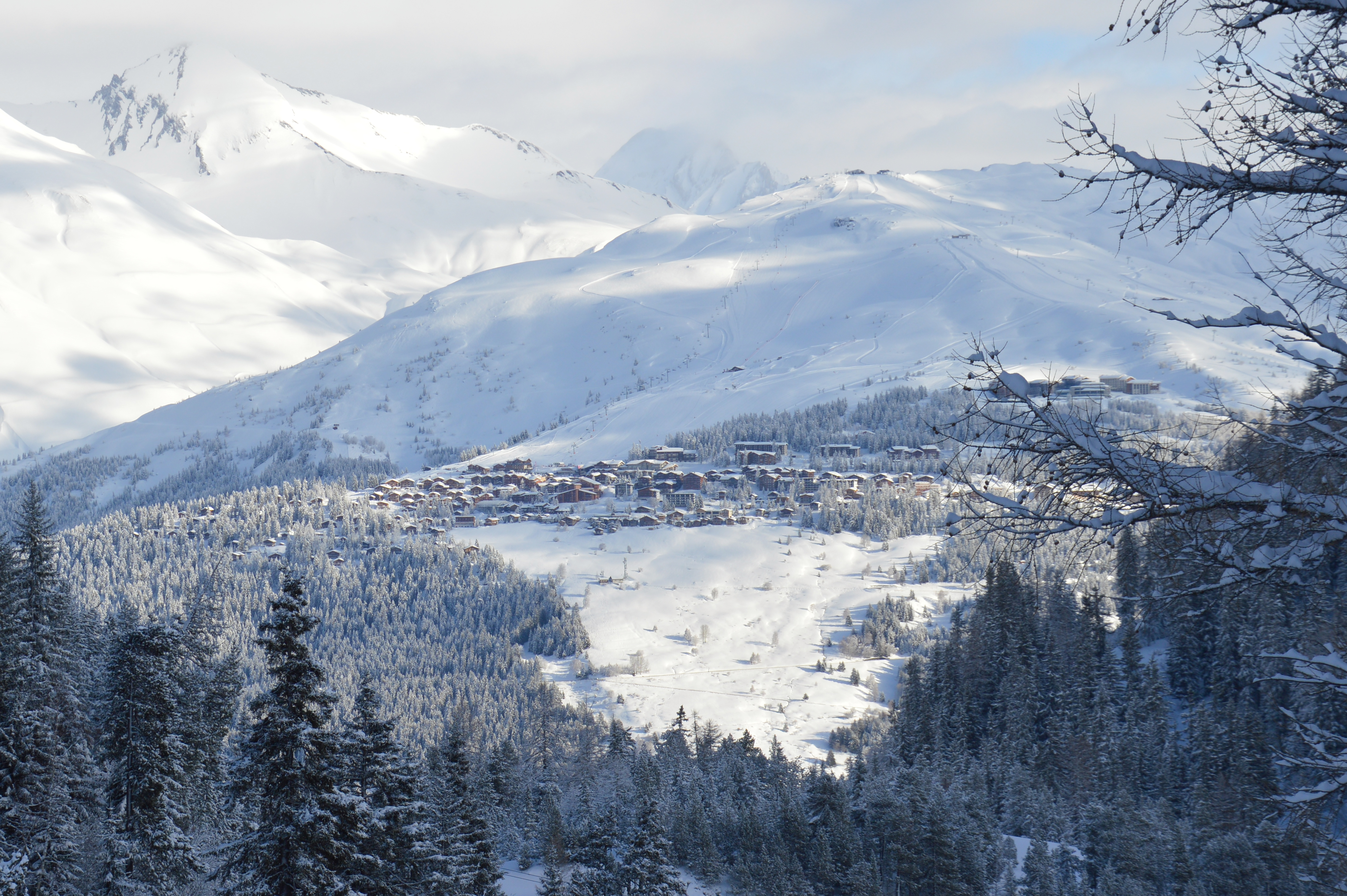
La Rosière en hiver, vue des Arcs.

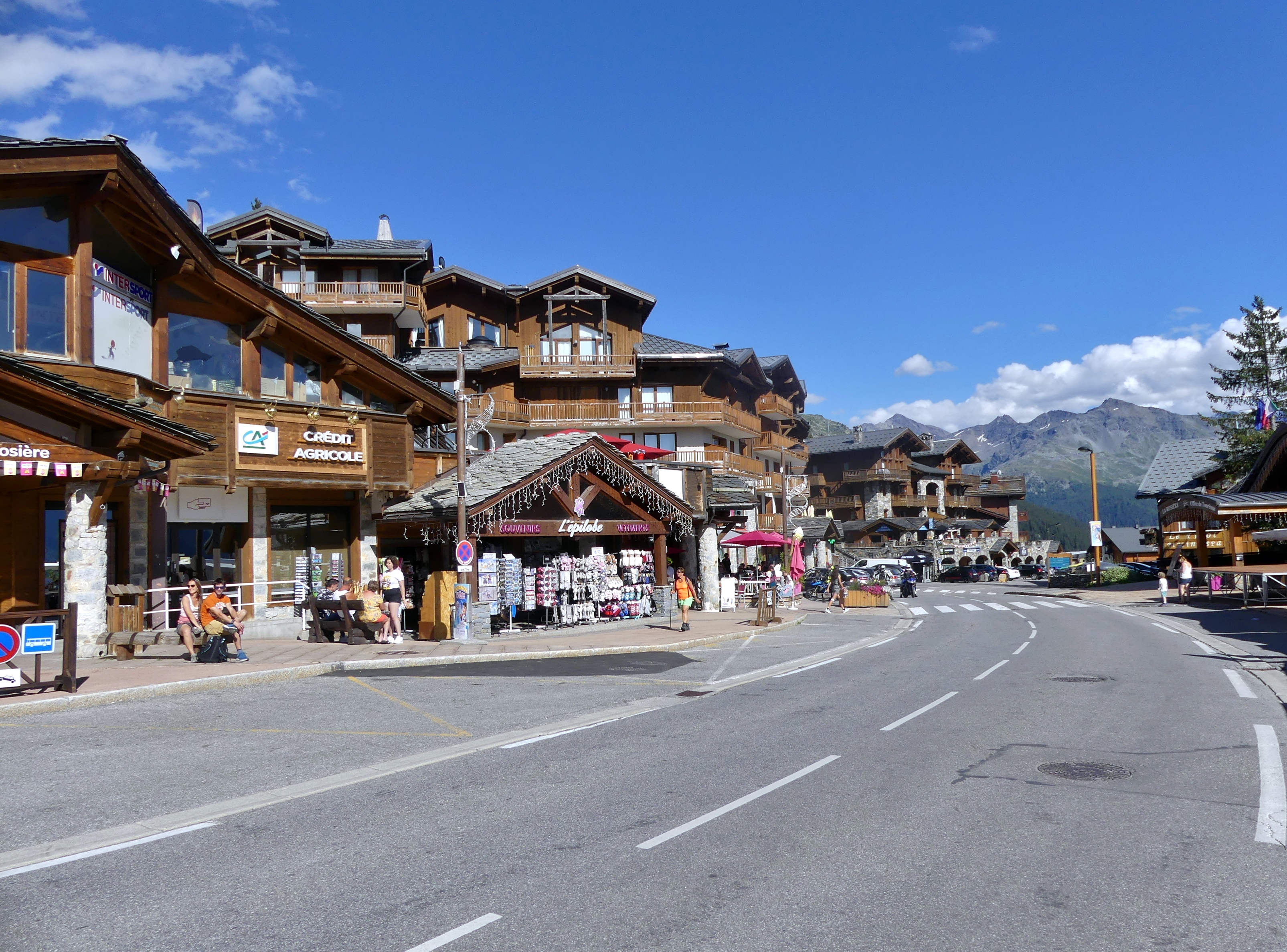
Centre principal de La Rosière en été.

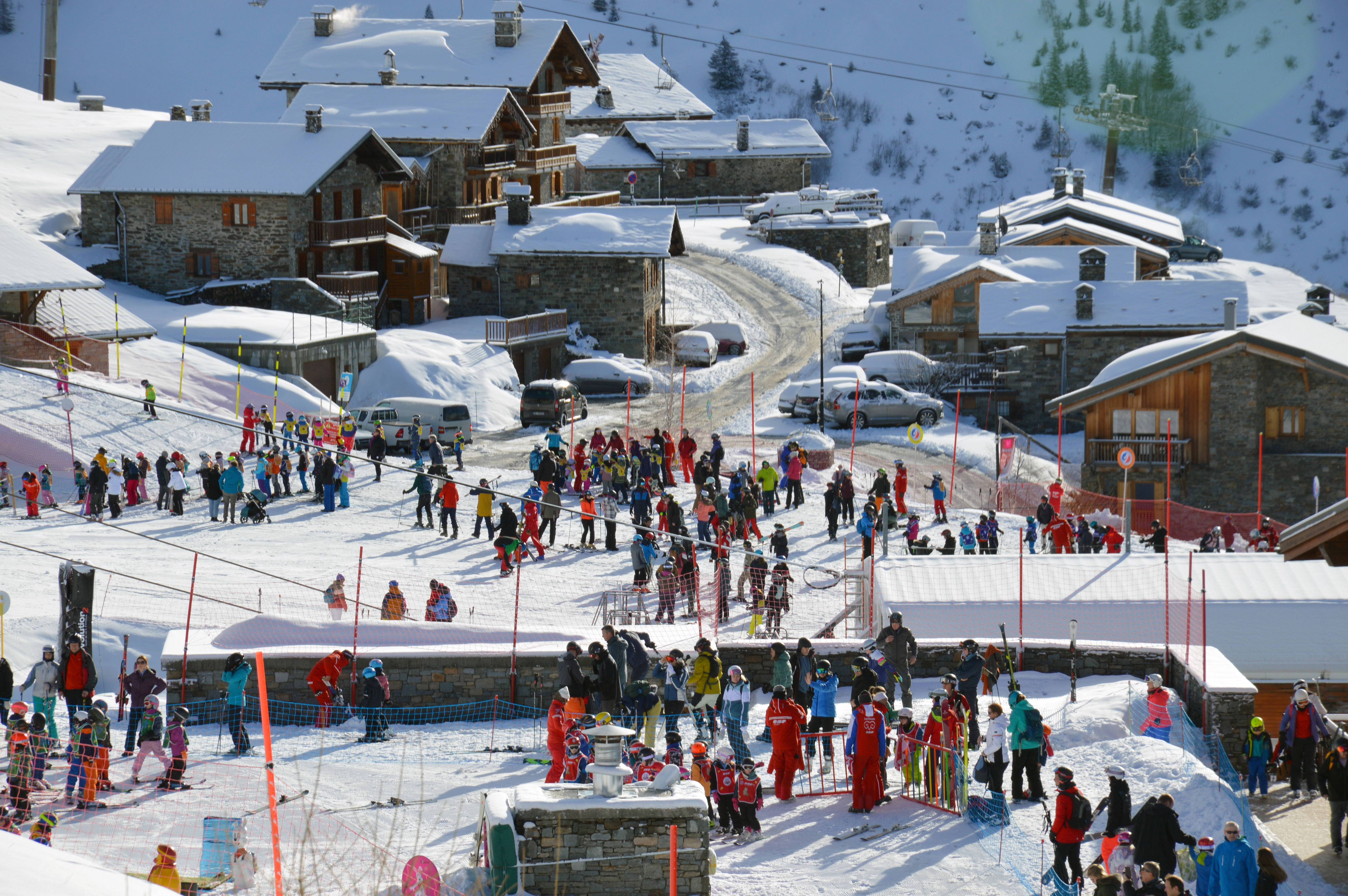
Le front de neige des Eucherts.

### Promotion
La station adhère, en 2021, à plusieurs labels : « Famille Plus » ; « Villages de charme » ; « Grand domaine » ; « Étape de montagne ».
La commune de La Rosière bénéficie du label « ville fleurie » avec « deux fleurs » attribuées par le Conseil national des villes et villages fleuris de France au concours des villes et villages fleuris de 2016.

### Urbanisme
La station est l'un des hameaux de Montvalezan, et est relativement éloignée du chef-lieu.
Dans son architecture, se côtoient principalement des chalets néo-savoyards récents, bardés de bois, avec de petits immeubles cubiques construits dans les années 1960 et 1970 progressivement rénovés. Le bois, la pierre et la lauze constituent les fondements de l'architecture traditionnelle savoyarde.
La station est répartie en deux pôles : le centre et Les Eucherts.
Le centre est composé de plusieurs quartiers, essentiellement formés de petites résidences, à l'exception du Gollet et de Manessier qui sont majoritairement composés de chalets.
Les Eucherts correspondent à une urbanisation plus récente à côté de quelques vieux chalets. Le quartier se compose de bâtiments de taille moyenne.
En 2019, l'urbanisation s'est étendue au-dessus de la station, avec l'installation d'un important bâtiment sur l'emplacement de l'ancien altiport.
Bien que située à altitude plutôt élevée, la station de La Rosière a pour particularité de compter presque toutes ses pistes — à l'exception de deux d'entre elles — au dessus de la station.

### Hébergement et restauration
En 2014, la capacité d'accueil de la station, estimée par l'organisme Savoie-Mont-Blanc, est de 10 546 lits touristiques répartis dans 1 436 établissements. Les hébergements se répartissent comme suit : 531 meublés, 15 résidences de tourisme, 5 hôtels et une structure d'hôtellerie de plein air.
Au 1er janvier 2020, la station comporte 12 000 lits touristiques.
Le plan de développement de la commune prévoit un accroissement maximal de 2692 lits touristiques, entre 2019 et 2026[réf. nécessaire].

## Domaine skiable et gestion

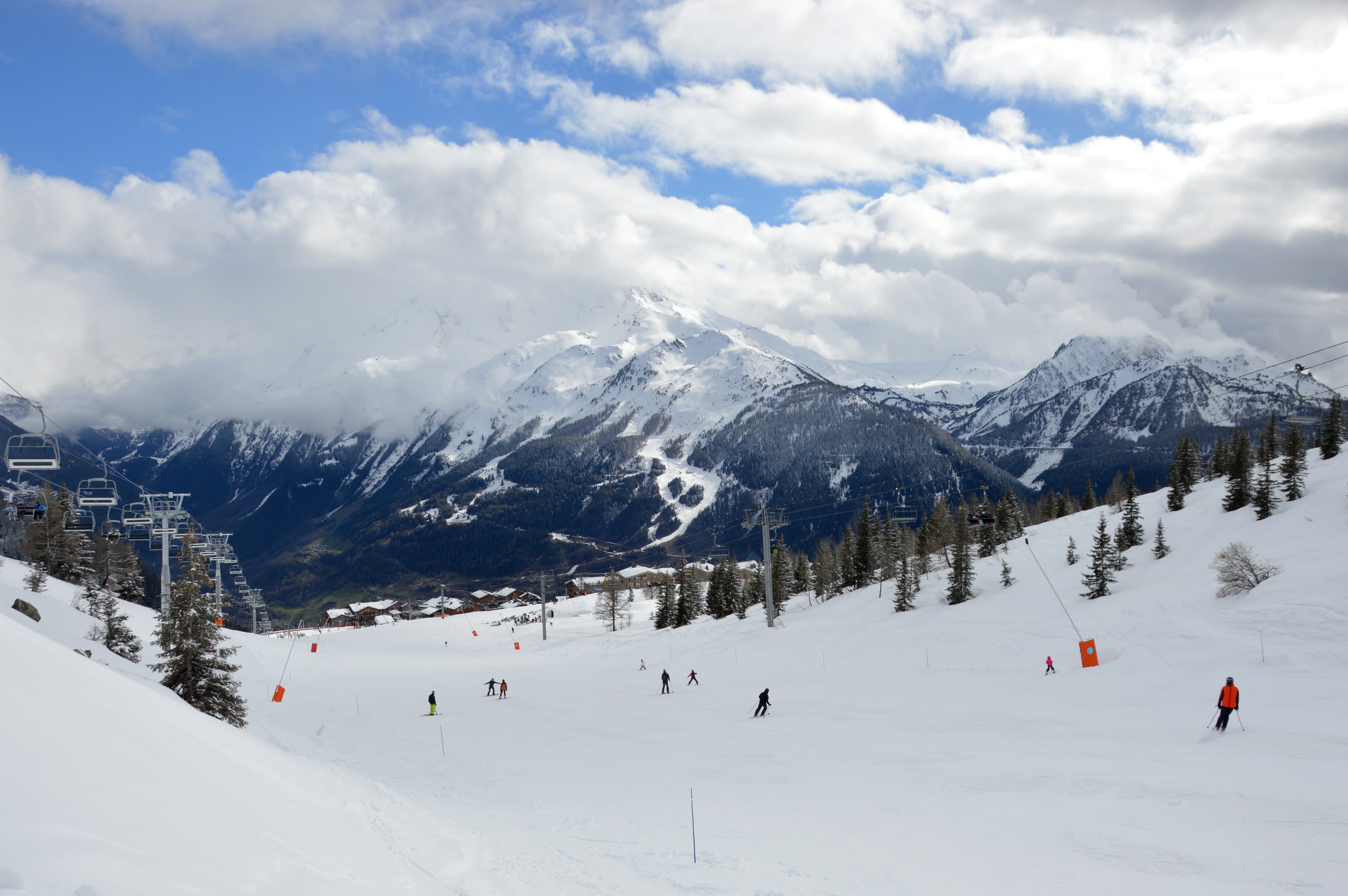
Pistes et remontées mécaniques au dessus des Eucherts.

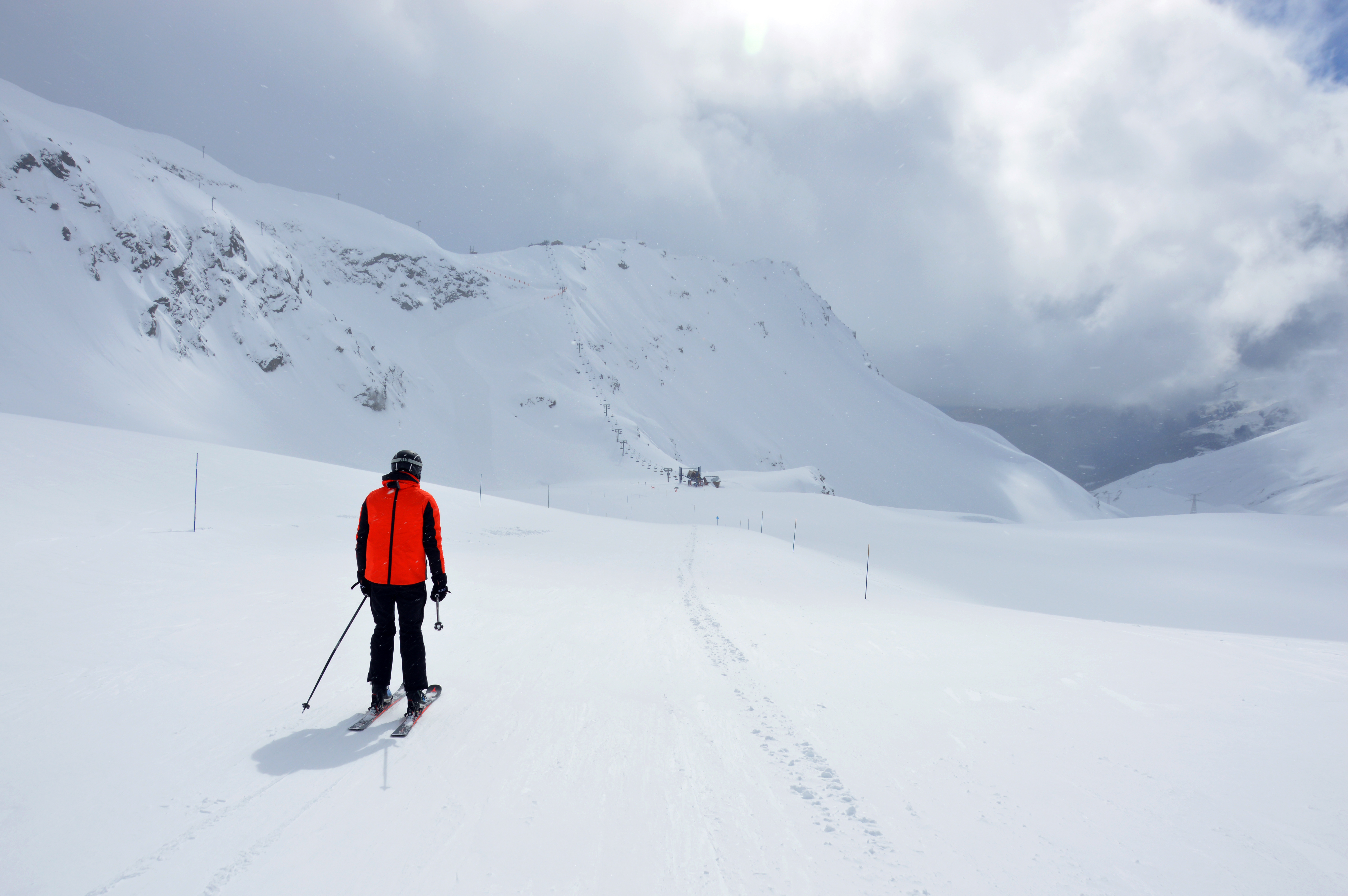
La piste Faisan fait partie de la liaison skiable par le Col du Petit-Saint-Bernard, au retour d'Italie.

La station est reliée par remontées mécaniques à la commune italienne et valdôtaine de La Thuile, à travers le col du Petit-Saint-Bernard, par le télésiège du Chardonnet et du téléski de Bellecombe, côté français, et le télésiège du Belvédère, côté valdôtain.
Cette liaison ouvre aux skieurs un domaine skiable commun — l'espace San Bernardo — de 3 000 ha.
La dernière extension du domaine date de décembre 2018, avec l'ouverture des 2 nouvelles remontées mécaniques, permettant d'atteindre l'altitude maximale de 2800 m sur le Mont Valaisan.
Le domaine de La Rosière est géré en délégation de service public par la DSR, dont Sofival détient 80 % et la Compagnie des Alpes 20 %.

## Sport et loisirs

### Sports d'hiver
L'espace San Bernardo compte 154 km de pistes de ski alpin (hors pistes de ski de fond, espaces luge et parcours permanents de ski de randonnée) depuis l'ouverture du Mont-Valaisan et le placent en 13e position des plus grands domaines skiables de France et 34e au niveau mondial[réf. nécessaire].
Marcel Dix-neuf, cadre chez Peugeot et propriétaire à La Rosière, organise pendant plusieurs années le Trophée Esso-Peugeot à la Rosière,.

### Cyclisme
La Rosière-Montvalezan (1 847 m) a servi d’arrivée à la 6e étape du tour de l'Avenir 2014, plutôt courte avec 108 km. L'ascension avait été classée en première catégorie. C’est le Colombien Miguel Ángel López, leader de la course, qui remportait cette étape devant Robert Power, son adversaire qui le suivait juste derrière au classement général. Le tour de l'Avenir 2015 y est revenu lors de la 5e étape, voyant la victoire du Français Guillaume Martin en échappée.
En 2018, le criterium du Dauphiné y organisa l'arrivée de la 6e étape avec la victoire de Peio Bilbao devant le maillot jaune Geraint Thomas. Le Tour de France 2018 y arrivait également lors de la 11e étape. Mikel Nieve, échappé, n'avait pu résister au retour de Geraint Thomas, qui remportait cette étape vingt secondes devant son habituel leader Christopher Froome, et Tom Dumoulin. Geraint Thomas endossait du même coup le maillot jaune.

## Culture et patrimoine

### Patrimoine

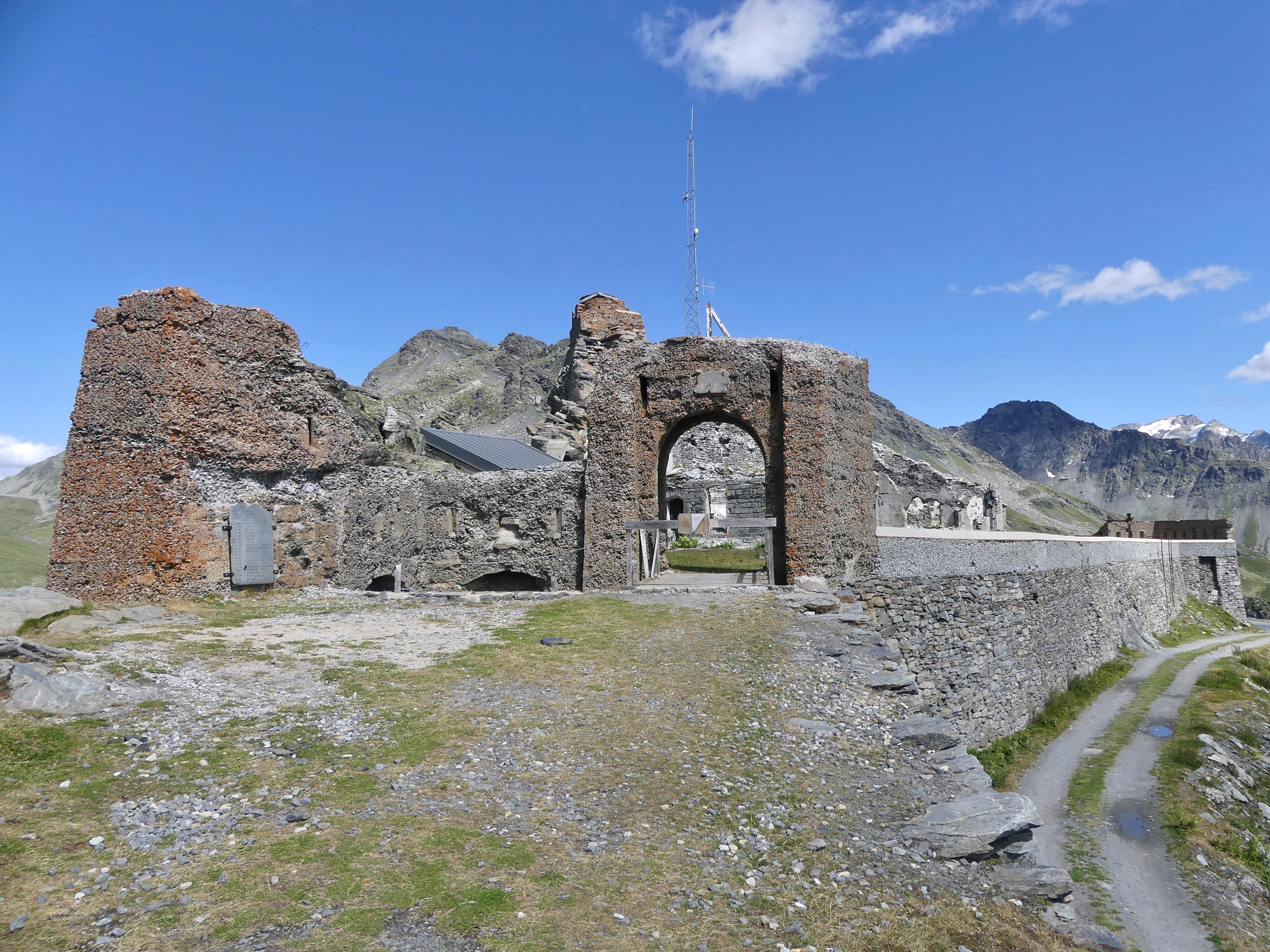
Fort de la Redoute Ruinée.

- Chapelle Saint-Michel du Châtelard
- Fort de la Redoute Ruinée
- Redoute ruinée sarde, entre le fort et le sommet du mont Valaizan

### Héraldique
| Blason | Blasonnement : d'azur au soleil d'or chargé d'un écusson de gueules à la croix d'argent, soutenu d'une montagne de trois pics d'argent mouvant de la pointe. |